# بارونز
بارونز (به انگلیسی: Barron's) یک هفته‌نامه آمریکایی است که در سال ۱۹۲۱ و توسط کلارنس دابلیو بارونز تأسیس شد، (به انگلیسی: Dow Jones & Company) این هفته‌نامه به اخبار مربوط به مسائل مالی آمریکا، توسعه بازار و آمارهای مربوط به آن می‌پردازد. هر مقاله این هفته‌نامه به فعالیت‌ها و گزارش‌های مالی و اقتصادی هفته گذشته و چشم‌اندازهای مالی هفته آینده می‌پردازد.

## بخش‌ها
- هفته تکنولوژی: که به اخبار مربوط به شرکت‌های فناوری می‌پردازد.
- هفته بازار: که به پوشش اخبار مربوط به بازار در هفته گذشته می‌پردازد.
- صندوق سرمایه‌گذاری مشترک: پوشش مسائل مربوط به صندوق سرمایه‌گذاری مشترک
- خلاصه: تحلیل و چشم‌انداز